# Henry Fowler (1er vicomte Wolverhampton)
Henry Fowler (né le 16 mai 1830, mort le 25 février 1911) est un avocat et homme politique libéral britannique qui a siégé à la Chambre des Communes de 1880 à 1908, année où il est élevé à la pairie. Il est le premier vicomte de Wolverhampton. 

## Biographie

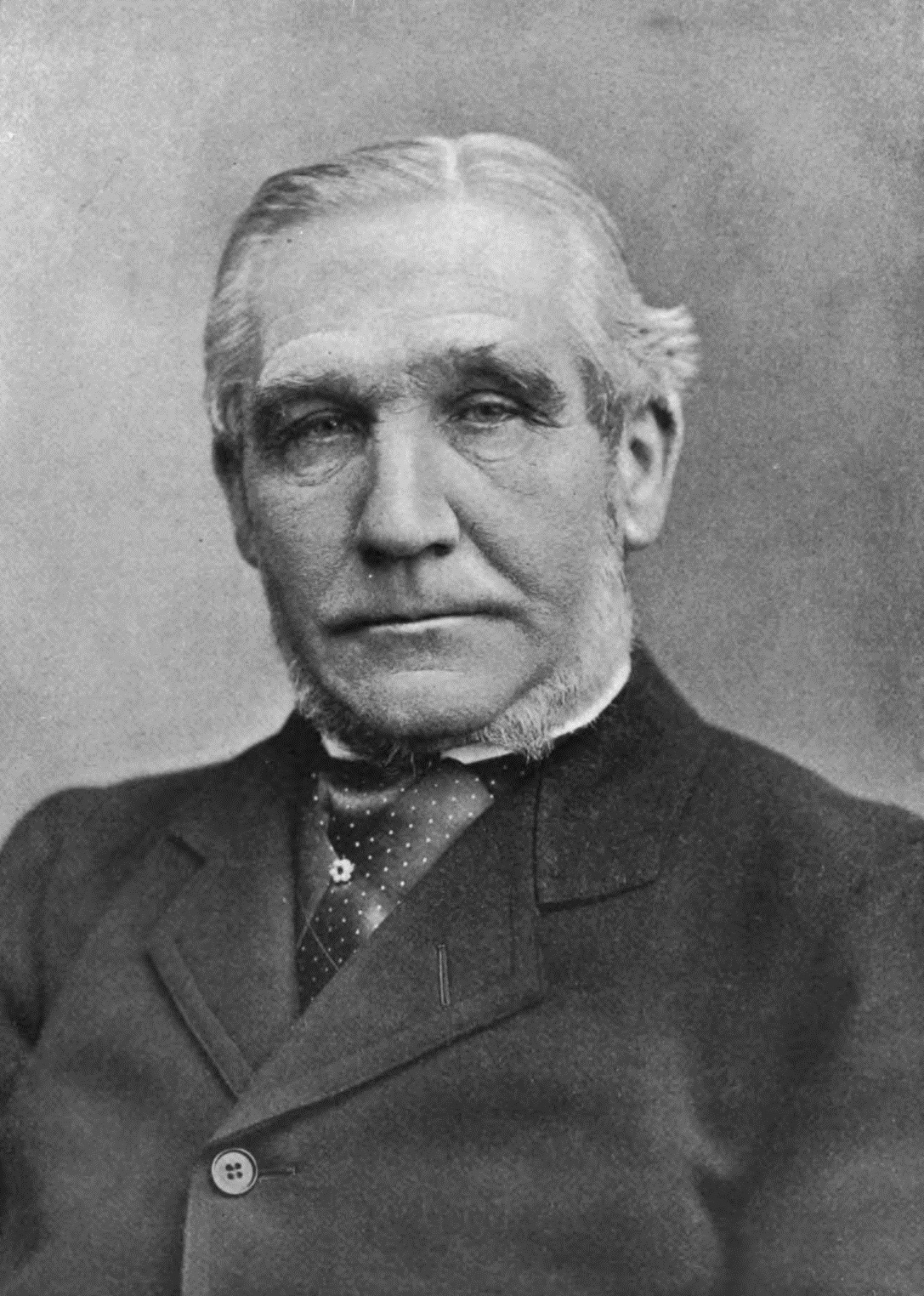
Portrait photographique d'Henry Fowler (pas ultérieur à 1906).

Membre de l'église méthodiste wesleyenne, il est le premier avocat et le premier méthodiste à entrer au Cabinet ou à être élevé à une pairie. Il est Secrétaire d'État à l'Inde (l'Inde étant alors une colonie du Raj britannique. Il est décoré Grand Commandeur de l'Ordre de l'Étoile d'Inde par la reine Victoria et a été membre de son conseil privé.